# Sheryl Sandberg
Sheryl Kara Sandberg (ur. 28 sierpnia 1969 w Waszyngtonie) – amerykańska bizneswoman, była wiceprezes Global Online Sales and Operations Google, była szefowa personelu Departamentu Skarbu Stanów Zjednoczonych, od 2008 szef operacyjny (COO) Meta Inc.

## Kariera zawodowa
Sheryl Sandberg studiowała ekonomię w Harvard College, którą ukończyła w 1991 z wyróżnieniem dla najlepszego absolwenta. MBA zdobyła z wyróżnieniem w Harvard Business School. W latach 1996–2001 pracowała na stanowisku szefa personelu Departamentu Skarbu Stanów Zjednoczonych. W 2001 roku została zatrudniona przez Google na stanowisku wiceprezesa Global Online Sales and Operations i kierowała między innymi sprzedażą reklamy i publikacji w Google. W marcu 2008 została szefem operacyjnym (COO) Facebook Inc.

## Osiągnięcia zawodowe
Sandberg należy do najbardziej wpływowych i najlepiej opłacanych kobiet w amerykańskim biznesie. W opublikowanym w 2010 roku rankingu „Najbardziej wpływowych kobiet w biznesie w roku 2009” tygodnika „Fortune” została sklasyfikowana na 16. miejscu. W 2010 roku „Businessweek” uznał Sandberg za jedną z 25 najbardziej wpływowych osób w branży internetowej. Wynagrodzenie Sandberg w 2011 roku wynosiło 300 000 USD, z bonusem ponad 86 000 USD, oraz premią w akcjach spółki wartości 30 491 613 USD.

## Życie prywatne
Była dwukrotnie zamężna. Pierwszym mężem był Brian Kraff, z którym się rozwiodła po roku. W 2004 wyszła za mąż za Dave’a Goldberga, z którym ma syna i córkę. W 2016 wspierała kampanię prezydencką Hillary Clinton.